# Gabriela Hrázská
Gabriela Žilková Hrázská ( 21. července 1979) je bývalá česká krasobruslařka, která po konci závodní kariéry pracuje jako trenérka a choreografka.

## Život
S Jiřím Procházkou vyhráli v roce 1999 mistrovství České republiky v krasobruslení a v roce 1998 skončili šestí na juniorském mistrovství světa v krasobruslení. Závodní kariéru musela ukončit v roce 1999 ze zdravotních důvodů (chronický zánět šlachy v kotníku). V roce 2003 získala trenérskou licenci B. Vystudovala magisterské studium na Pedagogické fakultě Masarykovy univerzity a následně doktorské studium na Fakultě sportovních studií Masarykovy univerzity. Pracuje jako trenérka a choreografka.

## Trenérská a choreografická spolupráce
Pracovala s následujícími krasobruslaři:
- Anna Dušková / Martin Bidař
- Anna Dušková
- Petr Kotlařík
- Jan Kurnik
- Gabriela Kubová / Dmitri Kiselev
- Nikola Višňová / Lukáš Csolley
- Klára Kadlecová / Petr Bidař
- Kamila Hájková / David Vincour
- Anaïs Morand / Antoine Dorsaz
- Eliška Březinová
- Kristína Kostková
- Ivana Buzková

## Tabulka výsledků
(s Jiřím Procházkou)
| Mezinárodní soutěže             | Mezinárodní soutěže | Mezinárodní soutěže | Mezinárodní soutěže |
| Soutěž                          | 1996–97             | 1997–98             | 1998–99             |
| ------------------------------- | ------------------- | ------------------- | ------------------- |
| Mistrovství světa               |                     |                     | 23                  |
| Mistrovství Evropy              |                     |                     | 20                  |
| Mezinárodní juniorské soutěže   |                     |                     |                     |
| Mistrovství světa juniorů       | 13                  | 6                   |                     |
| Juniorská Grand Prix, Maďarsko  |                     | 8                   |                     |
| Juniorská Grand Prix, Slovensko |                     | 5                   |                     |
| Blue Swords, Německo            | 15                  |                     |                     |
| Autumn Trophy, Německo          | 14                  |                     |                     |
| Evropská olympiáda mládeže      | 6                   |                     |                     |
| Národní soutěže                 |                     |                     |                     |
| Mistrovství České republiky     |                     |                     | 1                   |